# Amarpatan
Amarpatan é uma vila e uma nagar panchayat no distrito de Satna, no estado indiano de Madhya Pradesh.

## Geografia
Amarpatan está localizada a 24° 19′ N, 80° 59′ L. Tem uma altitude média de 358 metros (1174 pés).

## Demografia
Segundo o censo de 2001, Amarpatan tinha uma população de 16 365 habitantes. Os indivíduos do sexo masculino constituem 53% da população e os do sexo feminino 47%. Amarpatan tem uma taxa de literacia de 63%, superior à média nacional de 59,5%; com 59% para o sexo masculino e 41% para o sexo feminino. 17% da população está abaixo dos 6 anos de idade.